# Maisel’s Weisse
Maisel’s Weisse («Ма́йзельс Ва́йсе») — марка немецкого белого пива, которое производится баварской пивоварней Privatbrauerei Gebrüder Maisel KG во франконском городе Байройт. По состоянию на 2010 год пивоварня занимала 4-е место по объёму производства пшеничного пива в Германии.

## История
Пивоварня Майзелс была основана в Байройте в 1887 году братьями Гансом и Эберхардом Майзел. Они назвали её Gebruder Maisel (от нем. bruder — «брат»). Почти 100 лет спустя старое здание пивоварни стало музеем баварского пивоварения. В 1988 году музей был занесён в качестве крупнейшего музея пивоварения в Книгу рекордов Гиннесса. Его ежегодно посещает более 25 000 посетителей.
Пшеничное пиво «Майзельс Вайсе» начали производить с 1955 года с использованием родниковой воды с горного хребта Fichtelgebirge, хмеля сорта Hallertau, солода из зерна пшеницы и ячменя и собственных культур дрожжей.

## Ассортимент
На 2025 год представлены следующие сорта:
- Maisel’s Weisse Original — красновато-янтарного белое пиво с содержанием алкоголя 5,2 %. Отличается слегка фруктовым, пряным вкусом и свежим ароматом дрожжей, солода, фруктов, гвоздики и мускатного ореха.
- Maisel’s Weisse Light — красновато-янтарное пиво с содержанием алкоголя 3,2 % и свежим и фруктовым вкусом и ароматом.
- Maisel’s Weisse Dunkel — тёмное чёрно-красное пиво с содержанием алкоголя 5,2 % с горьким, густым, пряным вкусом, ароматом солода, фруктов и гвоздики.
- Maisel’s Weisse Kristall — красновато-золотистое фильтрованое белое пиво с содержанием алкоголя 5,1 %, с характерным фруктовым вкусом и сбалансированным букетом различных фруктовых ароматов спелых бананов и цитрусовых.
- Maisel’s Weisse Alkoholfrei — красновато-янтарное безалкогольное белое пиво, богатое витаминами, с характерным пряным вкусом и фруктовым ароматом.
- Maisel’s Weisse Bajuwarus — красновато-янтарное крепкое пиво ограниченного выпуска с содержанием алкоголя 7,5 % с ароматом и вкусом спелого банана, ванили с нотками сухофруктов и гвоздики.